# Municipio de Brislet (Minnesota)
El municipio de Brislet (en inglés: Brislet Township) es un municipio ubicado en el condado de Polk en el estado estadounidense de Minnesota. En el año 2010 tenía una población de 53 habitantes y una densidad poblacional de 0,76 personas por km².

## Geografía
El municipio de Brislet se encuentra ubicado en las coordenadas 48°8′27″N 96°41′44″O / 48.14083, -96.69556. Según la Oficina del Censo de los Estados Unidos, el municipio tiene una superficie total de 69.96 km², de la cual 69,96 km² corresponden a tierra firme y (0 %) 0 km² es agua.

## Demografía
Según el censo de 2010, había 53 personas residiendo en el municipio de Brislet. La densidad de población era de 0,76 hab./km². De los 53 habitantes, el municipio de Brislet estaba compuesto por el 100 % blancos. Del total de la población el 0 % eran hispanos o latinos de cualquier raza.